# Grisbackakyrkan

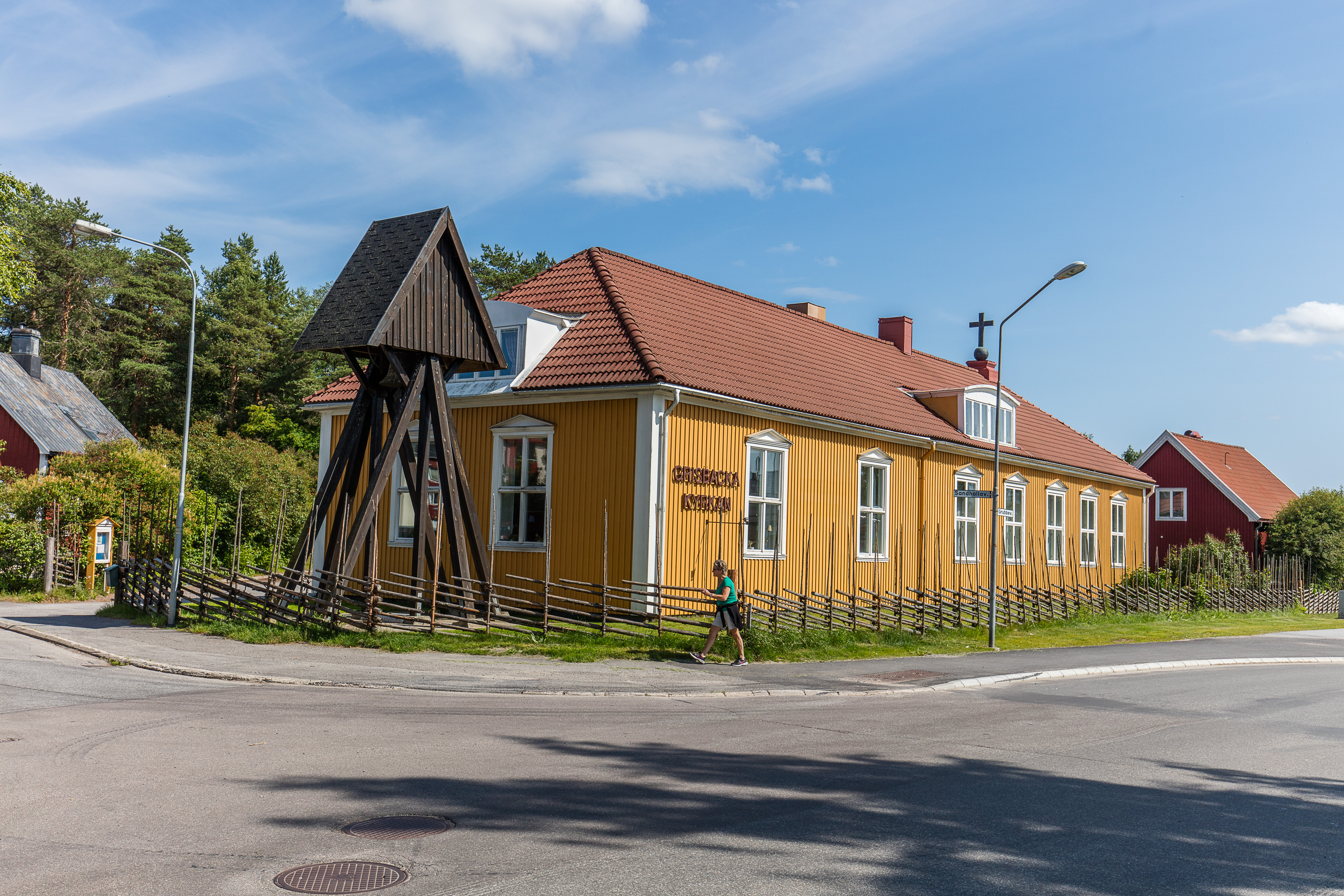
Grisbackakyrkan (2015).

Grisbackakyrkan är en kyrka som tillhör Umeå landsförsamling i Luleå stift och står i stadsdelen Grisbacka i Umeå. Grisbackakyrkan är en samarbetskyrka mellan EFS och Svenska kyrkan.

## Historia
Delar av den nuvarande kyrkan är ursprungligen det missionshus som invigdes år 1936. Grisbackakyrkan invigdes år 1980 av biskop Olaus Brännström och har sedan dess fungerat som en stadsdelskyrka inom Umeå landsförsamling. Kyrktorg och kontor byggdes till 1997. Kyrkorummet renoverades 2008.
En fristående klockstapel är från början av 1980-talet.